# Noel Buck
Noel Arthur Coleman Buck (Arlington, 5 aprile 2005) è un calciatore statunitense, centrocampista dei S.J. Earthquakes.

## Caratteristiche tecniche
Ricopre il ruolo di centrocampista centrale.

## Carriera
Buck è entrato nel settore giovanile del N.E. Revolution nel 2017, proveniente dal New England Football Club. Il 10 aprile 2021 ha debuttato con la squadra riserve in USL League One contro il Fort Lauderdale.
Il 18 gennaio 2022 ha firmato il suo primo contratto con la prima squadra, valido fino al 2025. Ha debuttato il 14 agosto in MLS contro il D.C. United ed il 5 settembre ha realizzato la sua prima rete, contro il New York City.

## Statistiche

### Presenze e reti nei club
Statistiche aggiornate al 31 agosto 2023.
| Stagione                         | Squadra                          | Campionato                       | Campionato | Campionato | Coppe nazionali | Coppe nazionali | Coppe nazionali | Coppe continentali | Coppe continentali | Coppe continentali | Altre coppe | Altre coppe | Altre coppe | Totale | Totale | Totale |
| Stagione                         | Squadra                          | Comp                             | Pres       | Reti       | Comp            | Pres            | Reti            | Comp               | Pres               | Reti               | Comp        | Pres        | Reti        | Pres   | Reti   |        |
| -------------------------------- | -------------------------------- | -------------------------------- | ---------- | ---------- | --------------- | --------------- | --------------- | ------------------ | ------------------ | ------------------ | ----------- | ----------- | ----------- | ------ | ------ | ------ |
| 2020                             | N.E. Revolution II               | USL1                             | 28         | 5          |                 | -               | -               |                    | -                  | -                  |             | -           | -           | 28     | 5      |        |
| 2021                             | N.E. Revolution II               | MNP                              | 16         | 1          |                 | -               | -               |                    | -                  | -                  |             | -           | -           | 16     | 1      |        |
| Totale New England Revolution II | Totale New England Revolution II | Totale New England Revolution II | 44         | 6          |                 | -               | -               |                    | -                  | -                  |             | -           | -           | 44     | 6      |        |
| 2022                             | N.E. Revolution                  | MLS                              | 7          | 1          | USOC            | 0               | 0               | CCL                | 0                  | 0                  |             | -           | -           | 7      | 1      |        |
| 2023                             | N.E. Revolution                  | MLS                              | 18         | 2          | USOC            | 1               | 0               |                    | -                  | -                  | LC          | 4           | 0           | 23     | 2      |        |
| Totale New England Revolution    | Totale New England Revolution    | Totale New England Revolution    | 25         | 3          |                 | 1               | 0               |                    | 0                  | 0                  |             | 4           | 0           | 30     | 3      |        |
| Totale carriera                  | Totale carriera                  | Totale carriera                  | 69         | 9          |                 | 1               | 0               |                    | 0                  | 0                  |             | 4           | 0           | 74     | 9      |        |